# Docodonta
Die Docodonta sind eine Gruppe ausgestorbener Säugetiervorfahren (Mammaliaformes), die im Jura und in der Kreidezeit lebte. Bekanntester Vertreter dieser Gruppe ist wohl die 2004 entdeckte und 2006 erstmals beschriebene, an das Leben im Wasser angepasste Gattung Castorocauda.

## Beschreibung
Herausragendes Merkmal der Docodonta waren die verbreiterten Molaren (Backenzähne) mit komplexen Kauflächen. Diese Zähne ermöglichten einen stärker mahlenden Kauvorgang als bei anderen Säugetieren. Die Zähne sind meist nur rund 0,5 bis 1,5 Millimeter groß. Für welche Nahrung diese Zähne optimiert waren, ist umstritten, diskutiert werden eine pflanzen- oder allesfressende Ernährung. Castorocauda hingegen könnte sich von Fischen ernährt haben.
Von vielen Gattungen ist außer Zähnen oder Kieferteilen nichts bekannt. Von Haldanodon allerdings wurde ein nahezu vollständiges Skelett entdeckt, das Tier besaß sehr stämmige und waagrecht orientierte Gliedmaßen. Dieser Bau hat zu Spekulationen über eine unterirdisch grabende oder schwimmende Lebensweise geführt, wobei die zweite Möglichkeit seit der Entdeckung von Castorocauda mit seiner eindeutigen Anpassung an das Wasserleben wahrscheinlicher geworden ist.

## Entwicklungsgeschichte
Nahezu alle Funde der Docodonta stammen aus der Zeit zwischen dem Mittleren und Oberen Jura beziehungsweise der frühesten Kreide und sind fast ausschließlich aus Europa, Asien und Nordamerika bekannt, was dafür spricht, dass diese Gruppe über den ehemaligen Kontinent Laurasia, dem nördlichen, aus Pangaea hervorgegangenen Großkontinent, verbreitet war. Es gibt allerdings Funde von Zähnen und Kieferteilen aus der oberen Kreidezeit aus Südamerika. Die betreffende Gattung wurde Reigitherium genannt und könnte ein Anzeichen dafür sein, dass die Docodonta in isolierten Regionen länger überlebt haben könnten. Allerdings sind die Funde sehr schlecht erhalten, was eine eindeutige systematische Zuordnung erschwert.

## Äußere Systematik
Aufgrund des urtümlichen Baus des Kiefergelenks werden die Docodonta zu einer Reihe von Tieren gezählt, die fortgeschrittene säugetierähnliche Merkmale aufweisen, sich aber in Details noch von den heutigen Säugern unterscheiden und darum als Mammaliaformes (Säugetierartige) oder als Mammalia sensu lato (im weiteren Sinn) zusammengefasst werden. Ob man sie bereits als Säugetier oder noch als Säugetiervorfahren bezeichnet, ist eine Definitionsfrage. Kladistische Analysen ordnen sie weiter entwickelt als die Morganucodonta oder Sinoconodon, aber urtümlicher als Hadrocodium oder die eigentlichen Säugetiere ein.
Die Funde von Castorocauda waren insofern überraschend, als auffällige Spezialisierungen bei Säugetieren weit älter waren als bisher angenommen.

## Bekannte Gattungen
- Haldanodon ist ein vergleichsweise ursprünglicher Vertreter der Docodonta. Ein nahezu vollständiges Skelett wurde in den 1970er-Jahren in der Kohlengrube Guimarota in Portugal entdeckt, daneben noch zahlreiche Schädel- und Zahnfunde. Die Gattung wird auf ein Alter von rund 152 Millionen Jahre datiert und war das erste bekannte Säugetier aus dem Oberjura, von dem mehr als nur spärliche Funde vorhanden waren. Wie oben erwähnt, könnten die stämmigen, waagrecht angebrachten Gliedmaßen auf eine wasserbewohnende Lebensweise hindeuten.
- Docodon lebte ebenfalls im oberen Jura, Funde (von Othniel Charles Marsh) sind aus Nordamerika und eventuell England bekannt. Die Gattung zeigt besonders verbreiterte Molaren, sonst ist aber wenig über sie bekannt.
- Castorocauda aus dem oberen Jura wurde 2004 in China entdeckt und ist durch seine Anpassungen an das Wasserleben und durch seine Größe bemerkenswert.
- Reigitherium ist durch einen Kieferteil mit drei Zähnen bekannt, der in Patagonien gefunden wurde und aus der Oberkreide (vor rund 70 Millionen Jahren) stammt. Sowohl das geringere Alter als auch der Fundort stehen zu den übrigen Vertretern dieser Gruppe in Widerspruch. Die starke Abnutzung der Zähne und der schlechte Zustand der Funde lassen eine zweifelsfreie systematische Zuordnung nicht zu. Wie bereits erwähnt, ist es aber denkbar, dass der Fund ein Hinweis dafür sein könnte, dass die Gruppe in manchen Regionen länger überlebt hat.
- Docofossor wurde 2015 anhand eines nahezu vollständigen Skelettes aus dem Oberen Jura Chinas beschrieben. Es zeigte deutliche Anpassungen an eine grabende (fossoriale)  Lebensweise, wie der verlängerte obere Gelenkfortsatz der Elle (das Olecranon) und die breiten, schaufelartigen Krallen zeigen. Es maß 9 cm von der Schnauze bis zum Becken und wog zwischen 13 und 17 g. Die reduzierte Anzahl an Finger- und Zehengliedern erinnert an die Goldmulle in Afrika, die ebenfalls unterirdisch leben.[3]
- Agilodocodon war ein Baumkletterer, was unter anderem anhand der verlängerten und seitlich verschmälerten Krallen, dem mobilen Ellenbogen und möglicherweise auch anhand des sehr beweglichen Schwanzes erkennbar ist. Zudem zeigt es im Gebissaufbau eine Anpassung an eine pflanzliche Ernährungsweise, was innerhalb der Docodonta bisher nicht beobachtet wurde. Die Gattung wurde ebenfalls im Jahr 2015 anhand eines gut erhaltenen Skelettes beschrieben. Dieses stammt aus dem Mittleren Jura von China. Die Tiere wiesen eine Gesamtlänge von 14 cm auf (einschließlich Schwanz) und wogen schätzungsweise 27 bis 40 g.[4]
- Microdocodon wurde im Jahr 2019 erstbeschrieben und lebte im ausgehenden Mitteljura vor 166 bis 164 Millionen Jahren. Der Fund eines nahezu vollständigen Skelettes stammt aus Daohugou im nordöstlichen China. Die Tiere wogen nur 5 bis 9 g, wiesen einen schlanken Körper mit ausgesprochen langem Schwanz auf und lebten gemäß der Proportion ihrer Gliedmaßen vermutlich in Bäumen. Das vollständig ausgebildete Zungenbein war wie bei heutigen Säugetieren U-förmig und gelenkig. Es zeigt somit an, dass schon die urtümlichen, säugetierartigen Formen ihre Nahrung kauend zerkleinerten und in dosierten Portionen schlucken konnten, abweichend von den meisten anderen Wirbeltieren, die ihre Nahrung meist vollständig oder in großen Portionen verschlingen. Gegenüber dem modern wirkenden Zungenbein waren die Knochen des Mittelohrs noch primitiv gestaltet und wie bei anderen frühen säugetierartigen Formen mit dem Unterkiefer verbunden.[5]
- Nujalikodon wurde im Jahr 2025 anhand eines Fossilienfundes aus dem östlichen Grönland erstbeschrieben. Stammt aus dem Hettangium (Unterjura) und ist damit die älteste Gattung der Docodonta.[6]